# Kailash Satyarthi
Kailash Satyarthi (hindi कैलाश सत्यार्थी; ur. 11 stycznia 1954 w Vidisie) – indyjski działacz społeczny, obrońca praw człowieka. Laureat Pokojowej Nagrody Nobla w 2014 roku.

## Życiorys
Studiował elektrotechnikę i uzyskał tytuł inżyniera wysokich napięć.
W 1980 założył Bachpan Bachao Andolan i był współzałożycielem GoodWeave International (znaną kiedyś jako Rugmark). Działalność jego i jego organizacji doprowadziła do uwolnienia od pracy niewolniczej ponad 78 tysięcy dzieci. Został uhonorowany wieloma wyróżnieniami, w tym nagrodą fundacji Eberta, nagrodą Wolności i Medalem Wallenberga. 10 października 2014 otrzymał (wraz z Malalą Yousafzai) Pokojową Nagrodę Nobla.
Mieszka w New Delhi. Ma żonę i dwoje dzieci.